# Claus Dethloff von Oertzen

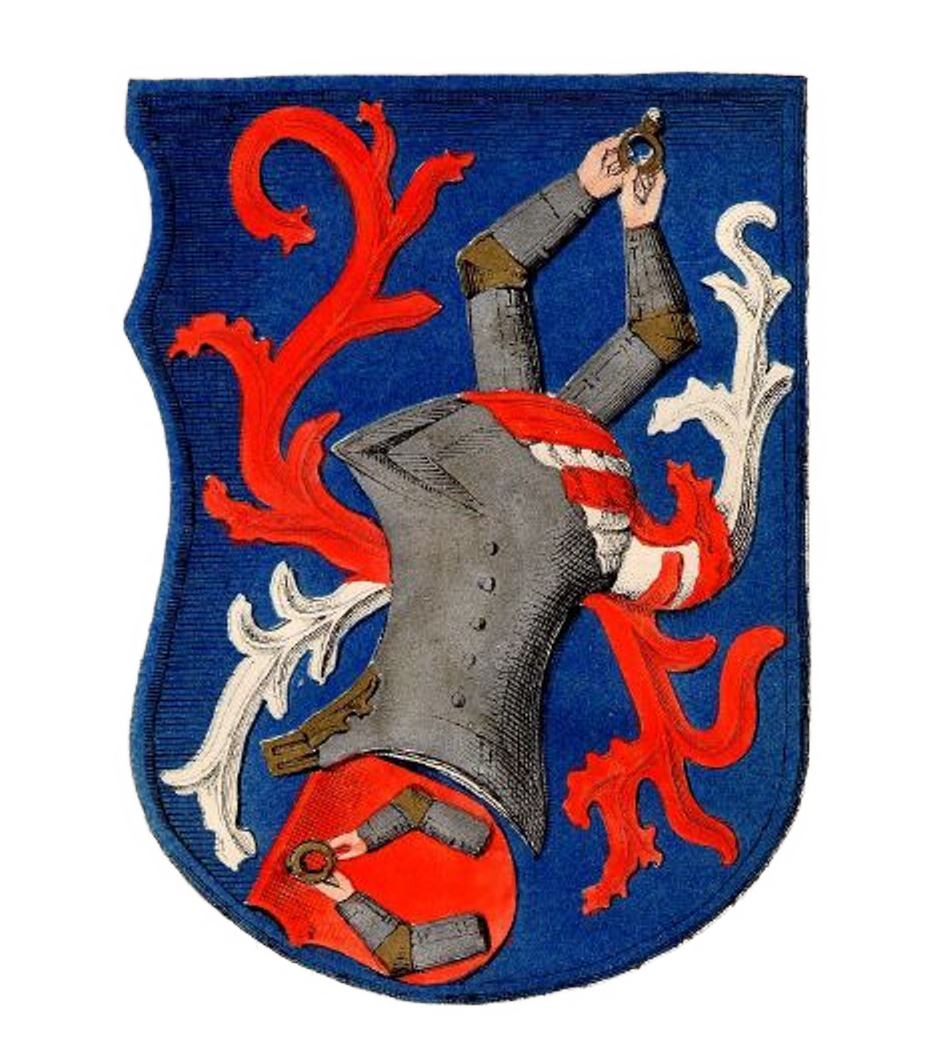
Wappen des mecklenburgischen Adelsgeschlechtes

Claus Dethloff von  Oertzen, auch: Claus Dethloff III., Claus Detlof, Claus Detlov  (* 11. April 1736 in Gorow; † 4. August 1822 in Bützow) war ein deutscher Amtshauptmann, Verwaltungsbeamter, Parlamentarier und Geheimer Rat in Mecklenburg-Schwerin. Er war zeitweise Erbherr von Gorow, einschließlich Clausdorf, dem Gut Klein Bölkow und dem Gut Preten.

## Leben
Claus Dethloff wurde auf dem Familiengut in Gorow als neuntes von insgesamt fünfzehn Kindern des Claus Dethloff II. von Oertzen (1698–1790) und dessen Ehefrau Eva Susanna, geb. von Oertzen aus dem Hause Roggow (1708–1747) geboren. Über seine Jugendbildung ist nichts bekannt. Im Alter von 16 Jahren immatrikulierte er sich Ostern 1752 an der Universität Rostock und am 7. Mai 1754, an der Universität Jena.
Nach dem Abschluss seiner Studien trat er bald in den Hof- und Staatsdienst ein. Am 1. März 1757 ernannte Friedrich, Herzog zu Mecklenburg ihn zum Kammerjunker und Kammerrat. Mit dieser Ernennung erlangte Oertzen einen Sitz in der Domänenkammer. Im Siebenjährigen Krieg wurde Oertzen zum Hauptmann erhoben und diente dem mecklenburgischen Fürsten als Kriegsbote, was ihm die Gunst des Landesherren einbrachte und ihn in die höchsten fürstlichen Kreise einführte. Dort begegnete er der Hofdame Charlotte (Ernestine Juliane) Freiin von Weitershausen (1737–1817), die zusammen mit der Prinzessin Charlotte Sophie von Sachsen-Coburg-Saalfeld nach Mecklenburg kam. Am 24. November 1762 schloss Claus Dethloff III. in Ludwigslust den Bund der Ehe mit Charlotte von Weitershausen.
Im Jahr 1763 ernannte Herzog Friedrich der Fromme Oertzen zum (Amts-)Hauptmann und ersten Beamten des Domanialamtes Bützow-Rühn. Um die uneingeschränkte Erfüllung seiner Aufgaben sicherzustellen, siedelte die Familie nach Rühn über. Im Jahre 1772 wurde Oertzen für seine vorbildliche Pflichterfüllung als Amtsleiter mit dem Titel Oberhauptmann ausgezeichnet; mittlerweile hatte sich sein Wohnsitz nach Bützow verlagert. Das Amt des Ersten Beamten bekleidete er bis 1781, danach übernahm er als fürstlicher Beamter die Oberaufsicht über die Domanialämter Bukow, Redentin, Toitenwinkel und Bützow-Rühn.
1785 wurde er von seinem Landesherren erneut ausgezeichnet und als zweiter Landtags Commissarius berufen, womit er die zweite Stellung des Vertreters des Landesherrn im Mecklenburgischen Landtag einnahm.
Darüber hinaus wurde er im Jahr 1789 mit dem Ehrentitel eines Geheimen Rats ausgezeichnet. Von da an war er nicht nur mit seinen regulären Amtsgeschäften betraut, sondern erhielt auch zahlreiche herausfordernde Aufträge und Kommissionen von der Landesregierung, die seine Gesundheit stark belasteten. Aus diesem Grund benötigte er vermehrt eine Brunnenkur in Pyrmont. Im Jahr 1816 bat er den Landesherren um die Enthebung von seinen Aufgaben als Oberhauptmann der Ämter Bukow und Redentin, was ihm gewährt wurde.
Am 11. Juli 1812 erhielt der Geheimrat Oertzen den herzoglichen Auftrag, einen Plan sowie einen Kostenvoranschlag für die Einrichtung eines Criminal-Collegiums im Bützower Schloss vorzulegen. Schließlich wurde das Collegium am 12. Oktober 1812 auf Initiative von Oertzen gegründet.
Am 27. Dezember 1817 verstarb seine Frau Charlotte. In der Folge übernahm seine Tochter Sophie Marie die Verantwortung für die Pflege ihres Vaters. Claus Dethloff III. von Oertzen selbst verstarb am 4. August 1822 in Bützow. Bei seiner Beerdigung am 8. August, bei der sein Sarg vor seinem Herrenhaus in der Schlossstraße aufgestellt wurde, erhielt der Geheime Rat große Anerkennung. Von nah und fern kamen die großherzoglichen Beamten und Diener, Pächter, Schulzen und Bauern sowie die gesamte Honoratiorenschaft der Stadt Bützow und sogar Delegierte der jüdischen Gemeinde – was zu dieser Zeit eine Seltenheit war –, um Anteil zu nehmen. Von Oertzen wurde neben seiner Gattin auf dem neuen Bützower Kirchhof beigesetzt.

### Kinder
- Charlotte Luise Caroline (1764–1833)
- Detlof Joachim Jasper  (1765–1767)
- Sophie Marie (1766–1837)
- Ludwig Dietrich Friedrich Carl (1767–1772)
- Jasper (1769–1827)
- Friedrich (1771–1848)
- Elisabeth Agnes Sophie (1772–1775)
- Carl (1774–1775)

Von diesen acht Kindern sind vier bereits in jungen Jahren verstorben.

### Vorfahren
|  |                                                               |  |  |  |  |  |  |  |  |  |  |  |  |
|  | Dethloff von Oertzen (1635–1677)                              |  |  |  |  |  |  |  |  |  |  |  |  |
|  |                                                               |  |  |  |  |  |  |  |  |  |  |  |  |
|  |                                                               |  |  |  |  |  |  |  |  |  |  |  |  |
|  | Otto Christian von Oertzen (1673–1754)                        |  |  |  |  |  |  |  |  |  |  |  |  |
|  |                                                               |  |  |  |  |  |  |  |  |  |  |  |  |
|  |                                                               |  |  |  |  |  |  |  |  |  |  |  |  |
|  | Christine Hippolyta von Wackenbarth (Haus Kogel) (1642–1670)  |  |  |  |  |  |  |  |  |  |  |  |  |
|  |                                                               |  |  |  |  |  |  |  |  |  |  |  |  |
|  |                                                               |  |  |  |  |  |  |  |  |  |  |  |  |
|  | Claus Dethloff II. von Oertzen (1698–1790)                    |  |  |  |  |  |  |  |  |  |  |  |  |
|  |                                                               |  |  |  |  |  |  |  |  |  |  |  |  |
|  |                                                               |  |  |  |  |  |  |  |  |  |  |  |  |
|  | Balthasar Friedrich von Zülow († 1685)                        |  |  |  |  |  |  |  |  |  |  |  |  |
|  |                                                               |  |  |  |  |  |  |  |  |  |  |  |  |
|  |                                                               |  |  |  |  |  |  |  |  |  |  |  |  |
|  | Anna Marie von Zülow (Haus Mühlenbeck) (1669–1712)            |  |  |  |  |  |  |  |  |  |  |  |  |
|  |                                                               |  |  |  |  |  |  |  |  |  |  |  |  |
|  |                                                               |  |  |  |  |  |  |  |  |  |  |  |  |
|  | Dorothea Elsche von Halberstadt (1630–1698)                   |  |  |  |  |  |  |  |  |  |  |  |  |
|  |                                                               |  |  |  |  |  |  |  |  |  |  |  |  |
|  |                                                               |  |  |  |  |  |  |  |  |  |  |  |  |
|  | Claus Dethloff III. von Oertzen                               |  |  |  |  |  |  |  |  |  |  |  |  |
|  |                                                               |  |  |  |  |  |  |  |  |  |  |  |  |
|  |                                                               |  |  |  |  |  |  |  |  |  |  |  |  |
|  | Joachim von Oertzen (1642–1707)                               |  |  |  |  |  |  |  |  |  |  |  |  |
|  |                                                               |  |  |  |  |  |  |  |  |  |  |  |  |
|  |                                                               |  |  |  |  |  |  |  |  |  |  |  |  |
|  | Helmut Friedrich von Oertzen (Haus Roggow) (1673–1754)        |  |  |  |  |  |  |  |  |  |  |  |  |
|  |                                                               |  |  |  |  |  |  |  |  |  |  |  |  |
|  |                                                               |  |  |  |  |  |  |  |  |  |  |  |  |
|  | Charlotte Beate Freiin von Erskin (1653–1673)                 |  |  |  |  |  |  |  |  |  |  |  |  |
|  |                                                               |  |  |  |  |  |  |  |  |  |  |  |  |
|  |                                                               |  |  |  |  |  |  |  |  |  |  |  |  |
|  | Eva Susanna, geb. von Oertzen (Haus Roggow) (1708–1747)       |  |  |  |  |  |  |  |  |  |  |  |  |
|  |                                                               |  |  |  |  |  |  |  |  |  |  |  |  |
|  |                                                               |  |  |  |  |  |  |  |  |  |  |  |  |
|  | Joachim Werner von Bülow (1653–1724)                          |  |  |  |  |  |  |  |  |  |  |  |  |
|  |                                                               |  |  |  |  |  |  |  |  |  |  |  |  |
|  |                                                               |  |  |  |  |  |  |  |  |  |  |  |  |
|  | Susanna Franzina von Bülow (Haus Wehningen-Gudow) (1686–1729) |  |  |  |  |  |  |  |  |  |  |  |  |
|  |                                                               |  |  |  |  |  |  |  |  |  |  |  |  |
|  |                                                               |  |  |  |  |  |  |  |  |  |  |  |  |
|  | Susanne Francina von Bodeck († 1691)                          |  |  |  |  |  |  |  |  |  |  |  |  |
|  |                                                               |  |  |  |  |  |  |  |  |  |  |  |  |
|  |                                                               |  |  |  |  |  |  |  |  |  |  |  |  |

## Wirken

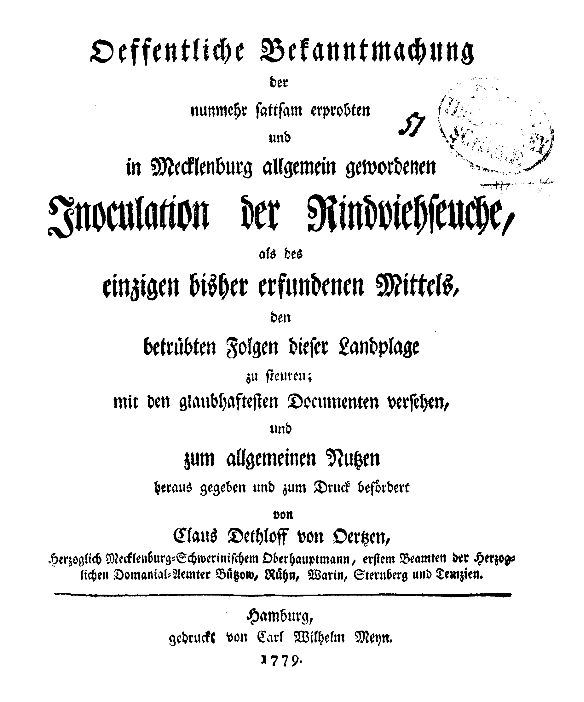
Veröffentlichte Broschüre von Claus Dethloff von Oertzen aus dem Jahr 1779

Oertzen zeigte bereits früh ein reges Interesse an Kameralwissenschaft, klassischer Nationalökonomie und Landwirtschaft. Er führte praktische Notizbücher, in denen er Erkenntnisse aus der Praxis sowie aus Zeitschriften und Büchern sammelte, die für seine verwaltungstechnischen Belange von Bedeutung waren. Während seiner Reisen hielt er detaillierte Aufzeichnungen über die Gegebenheiten vor Ort, darunter Land, Bevölkerung, Bodenkultur, Melioration und wirtschaftliche Verhältnisse. Sein Engagement für die Belange seiner Untergebenen war konstant und unermüdlich.
In der Landwirtschaft seiner Zeit hinterließ er bedeutende Spuren. So gilt die Verbesserung der mecklenburgischen Schafzucht durch die Einführung spanischer Wollschafe als sein Verdienst. Zudem war er neben dem Kammerjunker von Bülow auf dem Gut Prüzen der Hauptvertreter der Impfmaßnahmen gegen die im 18. Jahrhundert in ganz Europa verbreiteten Rinderpest, was dazu beitrug, die Armut vieler Landwirte zu verhindern. Oertzen testete den Impfstoff auf dem Domanial-Pachthof in Wolken, den er übernommen hatte. Nach positiven Ergebnissen dieser Versuche führte er die Impfung auf mehreren Pachthöfen und in Dörfern seiner Amtsbezirke ein. Die Landesregierung übernahm daraufhin die Initiative. Der Oberhauptmann, der das Verfahren leitete und dadurch zahlreiche Beobachtungen machen konnte, veröffentlichte 1779 eine Broschüre mit dem Titel: Oeffentliche Bekanntmachung der nunmehr sattsam erprobten und in Mecklenburg allgemein gewordenen Inoculation der Rindviehseuche, als des einzigen bisher erfundenen Mittels, die betrübten Folgen dieser Landplage zu steuren; mit den glaubhaftesten Documenten versehen, und zum allgemeinen Nutzen heraus gegeben und zum Druck befördert von Claus Dethloff von Oertzen. Er veröffentlichte die Schrift auch in französischer Sprache, die schnell große Bekanntheit erlangte. Oertzen sandte ein Exemplar an die Kaiserliche Freie Ökonomische Gesellschaft in Sankt Petersburg, welche es an Kaiserin Katharina II. weiterleitete. Die Kaiserin ordnete an, dass die Gesellschaft die Niederschrift prüfen und ihr von den Ergebnissen berichten solle. Da die Prüfung positiv ausfiel, wurde die Broschüre ins Russische übersetzt. Am 14. Oktober 1779 ehrte der Präsident der Kaiserlichen Gesellschaft, Timotheus von Klingstedt, Oertzen mit dem Diplom eines Ehrenmitglieds sowie einer großen silbernen Medaille der Gesellschaft.

## Besitztümer

### Allod
1760 fasste Claus Dethloff II., königlich dänische Hauptmann a. D. und Vater von Claus Dethloff III., den Entschluss, seinen Ruhestand in Rostock zu verbringen und seinen Besitz an seine beiden Söhne zu übertragen. Durch einen entsprechenden Vertrag erhielt Claus Dethloff III. das Familiengut Gorow mit Clausdorf, während sein Bruder, Hauptmann Joachim Jasper Otto von Oertzen, das Gut Klein Bölkow übernahm. Im Juni 1765 verstarb sein Bruder Joachim Jasper Otto, der keine Nachkommen hinterließ, sodass auch das Gut Klein Bölkow in den Besitz von Claus Dethloff III. fiel. Aufgrund seiner amtlichen Verpflichtungen hielt sich Oertzen jedoch nur selten auf seinen Gütern auf, unternahm jedoch stets große Anstrengungen, diese zu verschönern und zu bewahren. Trotz dieser Bemühungen führten die Landplagen des Krieges, Kreditlosigkeit, Missernten und das Viehsterben zu einer dramatischen Situation. Die Schulden, die sein Vater auf den Gütern hinterlassen hatte, summierten sich auf nahezu die Hälfte des Wertes der Ländereien. Infolgedessen sah sich Oertzen gezwungen, am 17. Juni 1767 das Allodialgut an seinen Verwandten, den Braunschweiger Kammerherrn und Sachsen-Lauenburgischen Hofmeister Dethloff von Bülow (1717–1795), zu veräußern. Von der Kaufsumme zahlte Bülow sofort 52.000 Reichstaler in bar; die verbleibende Summe beglich er mit dem Gut Preten, das zum Rittergut Gudow gehörte. Oertzen hatte mit dem Gut Preten jedoch keinen glücklichen Handel abgeschlossen, da es in einer Gegend lag, die von den Überschwemmungen der Elbe gefährdet war. Im Jahr 1780 verkaufte er das Gut Preten an den königlich-polnischen Kammerherrn Freiherrn von Rüdiger, was zur Folge hatte, dass Oertzen fortan keinen Grundbesitz mehr besaß.

## Werke
- Oeffentliche Bekanntmachung der nunmehr sattsam erprobten und in Mecklenburg allgemein gewordenen Inoculation der Rindviehseuche, als des einzigen bisher erfundenen Mittels, die betrübten Folgen dieser Landplage zu steuren. (1779) (Digitalisat).